# Mönchpfiffel-Nikolausrieth
Mönchpfiffel-Nikolausrieth település Németországban, azon belül Türingiában. Lakosainak száma 291 fő (2023. december 31.).

## Népesség
A település népességének változása:
| Lakosok száma | 345  | 310  | 304  | 291  | 302  | 291  |
|               | 2014 | 2017 | 2019 | 2021 | 2022 | 2023 |